# Bahnhof Bludenz
Bahnhof Bludenz vasútállomás Ausztriában, Bludenz városában, közel a német és a svájci határhoz is.

## Vasútvonalak
Az állomást az alábbi vasútvonalak érintik:
- Arlbergbahn
- Montafonerbahn
- Lindau–Bludenz-vasútvonal

## Kapcsolódó állomások
A vasútállomáshoz az alábbi állomások vannak a legközelebb:
- Nüziders railway station
- Braz railway station
- Bahnhof Langen am Arlberg
- Bahnhof Feldkirch

## Forgalom

### Vasút
| Járat/vonatnem | Útvonal | Ütem                                                     |
| -------------- | --- | -------------------------------------------------------- |
| Railjet        | (Budapest / Bratislava / Flughafen Wien) – Wien – Wien Meidling – St. Pölten – Linz – Salzburg – Kufstein – Wörgl – Innsbruck – Ötztal – Landeck-Zams – St. Anton am Arlberg – Bludenz – Feldkirch – Buchs SG – Sargans – Zürich | 120 percenként                                           |
| Railjet        | (Flughafen Wien –) Wien – Wien Meidling – St. Pölten – Linz – Salzburg – Wörgl – Jenbach – Innsbruck – Imst-Pitztal – Landeck-Zams – Langen am Arlberg – Bludenz – Feldkirch – Dornbirn – Bregenz – (Frankfurt Hauptbahnhof) | 120 percenként                                           |
| Railjet        | München Hbf – München Ost – Rosenheim – Kufstein – Wörgl – Jenbach – Innsbruck – Telfs-Pfaffenhofen – Ötztal – Imst-Pitztal – Landeck-Zams – St. Anton am Arlberg – Langen am Arlberg – Bludenz – Feldkirch | egy vonatpár hetente (szezonális)                        |
| ÖBB Nightjet   | Wien – Wien Meidling – Tullnerfeld – St. Pölten – Amstetten – St. Valentin – Linz – Wels – Attnang-Puchheim – Vöcklabruck – Salzburg – Innsbruck – Ötztal – Imst-Pitztal – Landeck-Zams – St. Anton am Arlberg – Langen am Arlberg – Bludenz – Feldkirch – Rankweil – Götzis – Hohenems – Dornbirn – Bregenz                                                               | egy vonatpár naponta                                     |
| ÖBB Nightjet   | Wien – Wien Meidling – St. Pölten – Amstetten – Linz – Wels – Attnang-Puchheim – Salzburg – Innsbruck – Landeck-Zams – Bludenz – Feldkirch – Buchs SG – Sargans – Zürich mit EuroNight-Kurswagen Budapest – Zürich és Prag – Zürich | egy vonatpár naponta                                     |
| ÖBB Nightjet   | Graz – Bruck an der Mur – Leoben – St. Michael – Selzthal – Liezen – Stainach-Irdning – Schladming – Bischofshofen – Schwarzach-St. Veit – Innsbruck – Landeck-Zams – St. Anton am Arlberg – Langen am Arlberg – Bludenz – Feldkirch – Buchs SG – Sargans – Zürich mit EuroNight-Kurswagen Zagreb – Zürich                                                                 | egy vonatpár naponta                                     |
| EuroCity       | Graz – Leoben – St. Michael – Selzthal – Liezen – Stainach-Irdning – Schladming – Radstadt – Bischofshofen – St. Johann im Pongau – Schwarzach-St. Veit – Zell am See – Saalfelden – St. Johann in Tirol – Kitzbühel – Kirchberg in Tirol – Wörgl – Jenbach – Innsbruck – Ötztal – Landeck-Zams – St. Anton am Arlberg – Bludenz – Feldkirch – Buchs SG – Sargans – Zürich | egy vonatpár naponta                                     |
| REX            | Lindau-Insel – (Lindau-Reutin –) Lochau-Hörbranz – Bregenz Hafen – Bregenz – Riedenburg – Dornbirn – Hohenems – Götzis – Rankweil – Feldkirch – Frastanz – Nenzing – Bludenz | 30 percenként (kivéve a Railjet-tel való átfedés esetén) |
| S 1 R          | (Lindau-Insel – Lindau-Reutin – Lochau-Hörbranz –) Bregenz Hafen – Bregenz – Riedenburg – Lauterach – Wolfurt – Schwarzach – Haselstauden – Dornbirn – Dornbirn-Schoren – Hatlerdorf – Hohenems – Altach – Götzis – Klaus in Vorarlberg – Sulz-Röthis – Rankweil – Feldkirch Amberg – Feldkirch – Frastanz – Schlins-Beschling – Nenzing – Ludesch – Nüziders – Bludenz    | 30 percenként (60 perc hétvégi estéken)                  |
| S 4            | Bludenz – Bludenz-Moos – Brunnenfeld-Stallehr – Lorüns – St. Anton im Montafon – Vandans – Kaltenbrunnen-Gantschier – Tschagguns – Schruns | 30 percenként (esténként 60 percenként)                  |

2022. decemberétől

### Busz
Bludenz vasútállomást a következő buszjáratok érintik:
| Járat (2022. decembertől) | Járat (2022. novemberig) | Honnan  | Hova                                                                     |
| ------------------------- | ------------------------ | ------- | ------------------------------------------------------------------------ |
| 501                       | 1                        | –       | Krankenhaus – Südtiroler Siedlung – Obdorf                               |
| 502                       | 2                        | –       | Spritzerbau – Brunnenfeld – Beim Kreuz                                   |
| 503                       | 3                        | –       | Stadion – Rungelin                                                       |
| 504                       | –                        | Val Blu | Bürs                                                                     |
| 522                       | 72b                      | Bürs    | Nenzing – Beschling – Nenzing – Bludenz – Bürs                           |
| 530                       | 73                       | –       | Schlins – Satteins – Feldkirch                                           |
| 560                       | 76                       | –       | Ludesch – Thüringen – Bludesch – Nenzing – Schlins                       |
| 580                       | 81                       | –       | Bürs – Bürserberg – Brand – (Lünerseebahn nur Mai bis Oktober)           |
| 720                       | 90                       | –       | Braz – Dalaas – Wald am Arlberg – Klösterle – Langen am Arlberg – Stuben |